# 津山警察署
津山警察署（つやまけいさつしょ）は、岡山県警察が管轄する警察署の一つである。

## 所在地
- 岡山県津山市林田77番地

## 管轄区域
- 津山市
- 苫田郡鏡野町

## 沿革
- 1876年6月 第5警察出張所を設置。
- 1876年9月 津山警察署に改称。
- 1948年2月 津山市警察署、加茂町警察署、苫田地区警察署に分離。
- 1954年7月1日 津山市警察署、加茂町警察署、苫田地区警察署を統合し、岡山県津山警察署に改称。
- 2006年4月1日 美作警察署から津山市のうち勝北地区が、美咲警察署から津山市のうち久米地区が移管される。

## 交番
（）の中は所在地。
- 東津山交番（津山市川崎）
  - 津山市のうち勝間田町、上之町、川崎、河辺、中之町、西新町、野介代、林田、林田町、橋本町、東新町、八出（一部）
- かぐらお交番（津山市小原）
  - 津山市のうち小田中（一部）、小原、上河原、北園町、志戸部、総社、沼、山北、弥生町
- 鶴山交番（津山市大手町）
  - 津山市のうち大手町、小田中（一部）、鍛冶町、上紺屋町、茅町、北町、京町、細工町、材木町、堺町、山下、下紺屋町、城代町、新茅町、新職人町、田町、椿高下、坪井町、鉄砲町、戸川町、二階町、西今町、西寺町、福渡町、伏見町、本町二丁目・三丁目、南新座、美濃町、宮脇町、元魚町、安岡町
- 津山駅前交番（津山市横山）
  - 津山市のうち大谷、小桁、桶屋町、押渕、金屋、河原町、荒神山、小性町、昭和町一丁目・二丁目、新魚町、船頭町、種（一部）、吹屋町、南町一丁目、八出（一部）、横山
- 高野交番（津山市押入）
  - 津山市のうち押入、河面、下高倉西（一部）、下高倉東、高野本郷、高野山西、近長、楢、野村
- 久米交番（津山市南方中）
  - 津山市のうち一色、くめ、久米川南、神代、坪井上、坪井下、中北上、中北下、南方中、宮尾、宮部上、宮部下、領家

## 駐在所
（）の中は所在地。
- 津山口駐在所（津山市津山口）
  - 津山市のうち一方、井口、津山口
- 佐良山駐在所（津山市高尾）
  - 津山市のうち皿、高尾、種（一部）、中島、平福、福田
- 院庄駐在所（津山市院庄）
  - 津山市のうち院庄、神戸、戸島、二宮 （一部）
- 二宮駐在所（津山市二宮）
  - 津山市のうち小田中（一部）、上田邑、下田邑、二宮（一部）
- 一宮駐在所（津山市東一宮）
  - 津山市のうち一宮、大篠、大田、勝部、上高倉、上横野、紫保井、下高倉西（一部）、下横野、西田辺、東一宮、東田辺、籾保、山方
- 国分寺駐在所（津山市国分寺）
  - 津山市のうち瓜生原、国分寺、日上
- 大崎駐在所（津山市福力）
  - 津山市のうち池ヶ原、金井、田熊、堂尾、中原、新田、西吉田、福井、福力
- 滝尾駐在所（津山市堀坂）
  - 津山市のうち綾部、草加部、堀坂、三浦、妙原、吉見
- 加茂駐在所（津山市加茂町塔中）
  - 津山市のうち加茂町青柳、加茂町宇野、加茂町倉見、加茂町黒木、加茂町小中原、加茂町齋野谷、加茂町塔中、加茂町百々、加茂町戸賀、加茂町原口
- 加茂東駐在所（津山市加茂町桑原）
  - 津山市のうち加茂町小渕、加茂町公郷、加茂町桑原、加茂町下津川、加茂町中原、加茂町楢井、加茂町成安、加茂町行重
- 阿波駐在所（津山市阿波）
  - 津山市のうち阿波、加茂町河井、加茂町山下、加茂町知和、加茂町物見
- 勝加茂駐在所（津山市中村）
  - 津山市のうち上野田、上村、坂上、下野田、杉宮、新野山形、西上、西下、西中、原、安井
- 日本原駐在所（津山市日本原）
  - 津山市のうち市場、大岩、大吉、奥津川、新野東、日本原
- 倭文駐在所（津山市桑上）
  - 津山市のうち桑上、桑下、里公文、里公文上、戸脇、福田下、八社、油木上、油木北、油木下
- 香々美駐在所（苫田郡鏡野町香々美）
  - 苫田郡鏡野町のうち市場、岩屋、円宗寺、大町、沖、香々美、公保田、越畑、真経、沢田、竹田（一部）、寺和田、百谷
- 芳野駐在所（苫田郡鏡野町古川）
  - 苫田郡鏡野町のうち河本、下原、高山、薪森原、寺元、布原、原、古川、真加部、宗枝、吉原
- 小田駐在所（苫田郡鏡野町下森原）
  - 苫田郡鏡野町のうち入、小座、上森原、下森原、瀬戸、竹田（一部）、塚谷、貞永寺、土居、中谷、馬場、山城、和田
- 奥津南駐在所（苫田郡鏡野町女原）
  - 苫田郡鏡野町のうち井坂、女原、久田上原、久田下原、黒木、河内、至孝農、杉、西屋、箱、羽出、羽出西谷、土生、養野
- 奥津駐在所（苫田郡鏡野町奥津川西）
  - 苫田郡鏡野町のうち奥津、奥津川西、下斎原、長藤
- 上斎原駐在所（苫田郡鏡野町上齋原）
  - 苫田郡鏡野町のうち上齋原
- 冨駐在所（苫田郡鏡野町富西谷）
  - 苫田郡鏡野町のうち大、楠、富仲間、富西谷、富東谷

## 主な未解決事件
- 2002年（平成14年）6月3日に津山市在住の当時54歳の主婦が何者かに拉致され、以降消息不明になっている事件。被疑者は全員自殺しており、この主婦の消息も未だに判明していない（被疑者が新見市内で目撃されており、新見市内に何らかの手がかりがあるのでは、とされている）[1]。